# Gwynne Shotwell
Gwynne Shotwell, nata Rowley (Evanston, 23 novembre 1963), è un'imprenditrice statunitense; attualmente è Presidente e Chief Operating Officer presso SpaceX (Space Exploration Technologies Corporation), dove si occupa della gestione operativa, dei rapporti con i clienti e della crescita della compagnia.
SpaceX è una società privata statunitense, operativa nel settore aerospaziale, che offre servizi di trasporto spaziale a enti sia governativi che privati. Nel 2016 la rivista Forbes ha inserito Shotwell nella lista delle donne più potenti al mondo, in 76ª posizione.

## Biografia
Shotwell è nata a Evanston, Illinois, seconda di tre sorelle. I genitori sono un neurochirurgo e un'artista, e l'hanno cresciuta a Libertyville, Illinois. A seguito dei suoi studi ha ricevuto, con lode, la laurea magistrale in ingegneria meccanica e matematica applicata dalla Northwestern University di Chicago, Illinois. Nelle sue intenzioni originali, Shotwell avrebbe voluto lavorare nell'industria automobilistica, e partecipò al programma di formazione manageriale della Chrysler, per poi uscirne desiderando una posizione più pratica, nel campo dell'ingegneria.
Nel 1988 trovò impiego presso The Aerospace Corporation al centro di ricerca di El Segundo, dove si occupò di progetti di ricerca e sviluppo militari in campo aerospaziale. Nei suoi dieci anni di lavoro per l'azienda, specializzandosi in analisi termica, ha prodotto "decine di articoli in una varietà di ambiti, tra cui progettazione di piccoli veicoli spaziali, infrared signature target modeling, integrazione del carico dello Space Shuttle e rischi operativi nella fase di rientro in atmosfera".
Con l'intenzione di "costruire e assemblare veicoli spaziali", lasciò Aerospace Corp nel 1998, per diventare "direttrice della divisione sistemi spaziali di Microcosm Inc, un produttore di razzi low-cost a El Segundo". Entrò a far parte del comitato esecutivo dell'azienda e si occupò di gestire il business development.
Shotwell entrò a far parte di SpaceX nel 2002, anno stesso della sua fondazione da parte di Elon Musk. Fu la settima impiegata dell'azienda, e fu assunta come vice presidente per il business development, diventando membro del Consiglio d'Amministrazione. La compagnia produce la famiglia di vettori spaziali Falcon, che con più di 400 lanci a partire dal 2008 ha generato ricavi miliardari. Shotwell ricopre ora la carica di Presidente e COO di SpaceX, responsabile della gestione operativa e dei rapporti con i clienti privati e gli enti governativi.
Rinomata per la sua natura fortemente innovativa, SpaceX divenne nel 2008 la prima compagnia a raggiungere l'orbita con un razzo vettore sviluppato con fondi privati. Nel 2017 ha acquisito un altro importante primato assoluto nell'industria aerospaziale, riutilizzando il primo stadio di un razzo vettore in una missione orbitale. SpaceX ha firmato inoltre un contratto multimiliardario con la NASA per il trasporto di astronauti alla Stazione spaziale internazionale (ISS). Attualmente l'azienda sta sviluppando un vettore completamente riutilizzabile, lo Starship, con l'obiettivo di ridurre drasticamente i costi delle missioni spaziali e rendere possibili missioni umane su Marte negli anni 2020.

## Impegno pubblico
Shotwell è attiva in vari progetti per la promozione dell'apprendimento delle discipline scientifiche, tra cui la Frank J. Redd Student Scholarship Competition. Durante la sua leadership, il comitato ha ottenuto più di $350,000 in borse di studio in 6 anni.
Shotwell ha partecipato a diverse TED Talk. All'evento TEDxChapmanU nel giugno del 2013 ha tenuto un discorso sull'importanza delle discipline scientifiche e sulle Pari Opportunità nei campi dell'ingegneria e della scienza. Nell'aprile del 2018, in occasione del ciclo di conferenze TED2018, è stata intervistata da Chris Anderson circa i piani futuri di SpaceX e il peculiare approccio ingegneristico alla base del suo successo.
Inoltre partecipa regolarmente a iniziative nel mondo dell'imprenditoria e ha parlato in occasione della serie di conferenze "Captains of Industry" presso il Brent Scowcroft Center on International Security nel giugno 2014, affrontando il tema dell'importanza dell'iniziativa privata nel progresso tecnologico in ambito aerospaziale.

## Riconoscimenti e onorificenze
- 2012: Women in Technology International Hall of Fame[9]
- 2017: Satellite Executive of the Year [10]
- 2018: AIAA Goddard Astronautics Award[11]
- 2018: inserita da Forbes nella Top 50 delle donne nel settore tech[12]
- 2020: inserita dal Times tra le 100 persone più influenti[13]
- 2020: Satellite Executive of the Year[14]
- 2020: nomina a membro della National Academy of Engineering[15].